# Illes Santa Cruz
Les illes Santa Cruz és un subarxipèlag de les illes Salomó, al sud de l'oceà Pacífic. Administrativament formen part de la província de Temotu de les Illes Salomó, fet pel qual sovint aquesta província és anomenada Santa Cruz. Disten aproximadament 400 km de la cadena principal de les illes Salomó i es troben just al nord de l'arxipèlag de Vanuatu, del que es consideren una prolongació geogràfica.

## Geografia

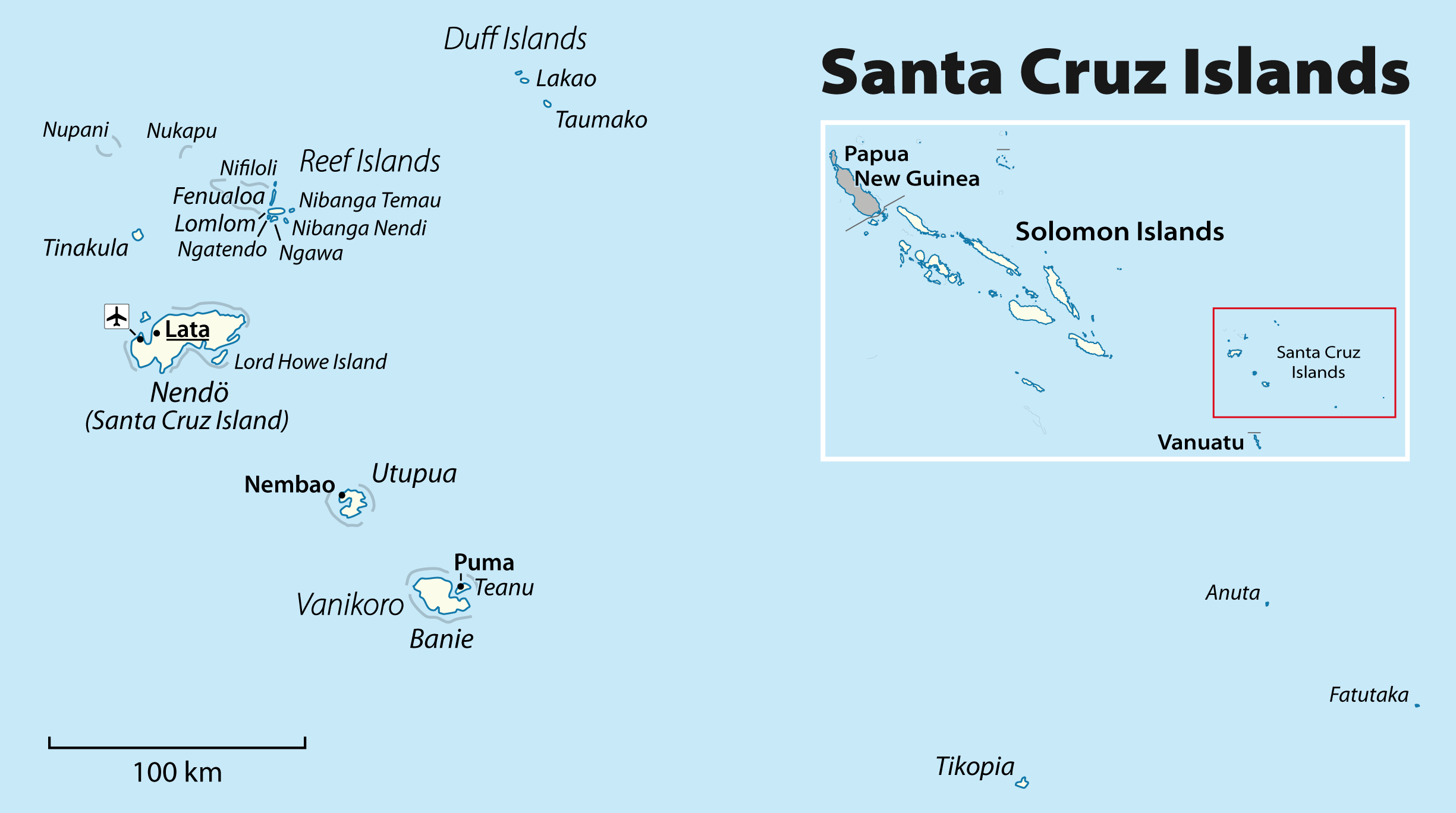
Mapa de les illes Santa Cruz.

L'illa més gran del subarxipèlag és Nendö, on s'hi troba la principal ciutat i capital de la província de Temotu, Llauna. El formen també Vanikolo (un parell d'illes format per Banie, la major, i Teanu, la menor de les dues) i Utupua. Geogràficament les illes de Santa Creu tenen menys de cinc milions d'anys i es van formar a partir de la subducció de la placa indoaustraliana sota la pacífica. Estan formades per pedra calcària i cendres volcàniques. La major elevació de les illes és a Vanikoro i és de 924 metres.

## Història
Les illes varen ser descobertes pel món occidental durant el segon viatge d'Álvaro de Mendaña a les Salomó, l'any 1595. Mendaña va morir a l'illa de Nendö, que ell mateix havia batejat com a Santa Cruz, on hi va fundar una colònia que va quedar abandonada unes setmanes després.
L'octubre de 1942 les rodalies de les illes Santa Cruz van ser l'escenari de la batalla de les Illes Santa Cruz, un combat aeronaval entre la Marina Imperial Japonesa i la Marina dels Estats Units d'Amèrica en el marc de la Guerra del Pacífic.
El febrer de l'any 2013 les illes es varen veure afectades per un terratrèmol i un tsunami d'un metre d'alçada que va penetrar fins a 500 metres terra endins.